# Camptoptera gregi
Camptoptera gregi är en stekelart som beskrevs av Girault 1913. Camptoptera gregi ingår i släktet Camptoptera och familjen dvärgsteklar. Inga underarter finns listade.